# Wereldkampioenschappen skivliegen 2020
De wereldkampioenschappen skivliegen 2020 (officieel: Viessmann FIS Ski Flying World Championships 2020) werden van 10 tot en met 13 december gehouden op de Letalnica bratov Gorišek in het Sloveense Planica.

## Wedstrijdschema
| Datum       | Tijd  | Schansrecord | Detail                                                          |
| ----------- | ----- | ------------ | --------------------------------------------------------------- |
| 10 december | 16:00 | 252,0 m      | Kwalificatie                                                    |
| 11 december | 16:00 | 252,0 m      | Eerste sprong (individueel) Tweede sprong (individueel)         |
| 12 december | 16:00 | 252,0 m      | Derde sprong (individueel) Vierde sprong (individueel)          |
| 13 december | 16:00 | 252,0 m      | Eerste sprong (landenwedstrijd) Tweede sprong (landenwedstrijd) |

## Medailles

### Medaillewinnaars
| Onderdeel       | Goud                                                                                     | Goud   | Zilver                                                                   | Zilver | Brons                                                      | Brons  |
| --------------- | ---------------------------------------------------------------------------------------- | ------ | ------------------------------------------------------------------------ | ------ | ---------------------------------------------------------- | ------ |
| Individueel     | Karl Geiger Duitsland                                                                    | 0877,2 | Halvor Egner Granerud Noorwegen                                          | 0876,7 | Markus Eisenbichler Duitsland                              | 0859,3 |
| Landenwedstrijd | Noorwegen Daniel-André Tande Johann André Forfang Robert Johansson Halvor Egner Granerud | 1727,7 | Duitsland Constantin Schmid Pius Paschke Markus Eisenbichler Karl Geiger | 1708,5 | Polen Piotr Żyła Andrzej Stękała Kamil Stoch Dawid Kubacki | 1666,5 |

### Medaillespiegel
| Plaats | Land      | Goud | Zilver | Brons | Totaal |
| 1      | Duitsland | 1    | 1      | 1     | 3      |
| 2      | Noorwegen | 1    | 1      | 0     | 2      |
| 3      | Polen     | 0    | 0      | 1     | 1      |
| Totaal | Totaal    | 2    | 2      | 2     | 6      |